# Oligonychus amnicolus
Oligonychus amnicolus är en spindeldjursart som beskrevs av Meyer 1974. Oligonychus amnicolus ingår i släktet Oligonychus och familjen Tetranychidae. Inga underarter finns listade i Catalogue of Life.